# El desierto de los tártaros (película)
El desierto de los tártaros es una película italo-franco-alemana dirigida en 1976 por Valerio Zurlini.
La película es una adaptación de la novela homónima de Dino Buzzati. En ella se narra la existencia del teniente Giovanni Drogo, destinado en una fortaleza perdida, soñando con  los días de gloria que vendrán, mientras  esperan a un enemigo que nunca llega. La película es un proyecto que Luis Buñuel quería realizar.

## Sinopsis
El joven Drogo, recién nombrado oficial, es enviado a la fortaleza de Bastiano (llamada "Fortaleza Bastiani" en el libro), una construcción rodeada por los restos de una ciudad destruida que está estratégicamente situada para defender el paso de un inmenso y legendario desierto. Drogo, poco después de su ingreso en la fortaleza, pretende abandonarla, intentando conseguir un certificado médico que lo releve. La vida de la guarnición se desarrolla en medio de patrullas, sesiones y discusiones sobre tácticas de batalla, mientras esperan que el ataque del enemigo pueda justificar su presencia allí. 
Los oficiales al mando se suceden unos a otros; muchos oficiales son ascendidos. Los años han pasado, Drogo también ha sido ascendido, pero la vida de la guarnición, así como la desconcertante espera, lo destrozaron física y moralmente. Cuando la invasión finalmente llega, Drogo, enfermo y envejecido, es trasladado al interior del país, lejos del frente. Al salir de la fortaleza, Drogo ve los refuerzos enviados por el Alto Mando. Piensa de nuevo en todos los años pasados en vano, y muere con el pesar de no haber podido vivir sus sueños de gloria.